# Kod zarządzany
Kod zarządzany (ang. managed code) – odmiana kodu bajtowego działającego pod kontrolą środowiska uruchomieniowego Microsoft .NET Common Language Runtime. W przeciwieństwie do klasycznego kodu bajtowego, kod zarządzany jest kompilowany do kodu maszynowego bezpośrednio przed pierwszym jego uruchomieniem, jest więc do tego czasu przenośny i kompatybilny z każdym procesorem i systemem operacyjnym – o ile jest na nim zainstalowane środowisko uruchomieniowe – dzięki czemu łączy w sobie zalety zarówno kodu bajtowego, jak i kodu maszynowego. Najczęściej używanymi językami, w których pisane programy wykorzystują kod zarządzany, są: C#, J#, Visual Basic .NET.